# Пантомима у Старој Грчкој и Риму
Реч пантомимос (грч. παντόμιμος, лат. pantomimus) од које је настао појам „пантомима” означавала је у Старој Грчкој и Риму прво извођача плесне соло представе, а затим и саму представу. У извођењу ове представе извођач се као јединим средством извођења служио покретима свог тела или појединих његових делова, нарочито руку и шака, при чему за разлику од мимичара није говорио нити певао.

## Историја
Најстарији помен пантомиме сачуван је на натпису из Пријене из 80-их година пре н. е. Међутим, верује се да у Старој Грчкој ова врста уметности датира из 4. века пре н. е. Код Ксенофонта је сачуван траг о миметичком плесу (у извођењу двеју особа уз пратњу флауте) који је обрађивао једну митолошку тему (Дионис и Аријадна). Стога треба с опрезом прихватити она сведочанства у којима се Батил из Александрије, Меценин ослобођеник и љубимац, и Пилад из Киликије, именују првим представницима односно изумитељима пантомиме, а оснивање ове врсте уметности датира у 22. годину пре н. е. Позније датирање се може објаснити тиме да су Батил и Пилад отприлике од средине 20-их година пре н. е. усавршили пантомиму увођењем значајних новина, које су је учиниле доступном широј публици. Батил, који важи за оца пантомиме царског периода, развио је комичну пантомиму у засебну врсту уметности, док је његов такмац Пилад, који је саставио један спис о пантомими и спровео значајне реформе (јачање музичког апарата, тј. оркестра и хора) преферирао трагичку пантомиму.
Комична пантомима је већ крајем 1. века поново пала у заборав, иако је имала своје поклонике у редовима интелигенције (нпр. Плутарх ју је сматрао пригодном за гозбе). С друге стране, трагичка пантомима, која се показала популарнијом, постала је у време Царства (од Августа) поред мима водећи позоришни жанр.